# Koberovy
Koberovy är en ort i Tjeckien. Den ligger i den norra delen av landet, 80 km nordost om huvudstaden Prag. Koberovy ligger 415 meter över havet och antalet invånare är 958.
Terrängen runt Koberovy är huvudsakligen kuperad, men söderut är den platt. Runt Koberovy är det ganska tätbefolkat, med 65 invånare per kvadratkilometer. Närmaste större samhälle är Liberec, 19,9 km nordväst om Koberovy. Omgivningarna runt Koberovy är en mosaik av jordbruksmark och naturlig växtlighet.